# I liga 1981-1982
L'edizione 1981-82 della I liga vide la vittoria finale del Widzew Łódź.
Capocannoniere del torneo fu Grzegorz Kapica (Szombierki Bytom), con 15 reti.

## Classifica finale
|     | Classifica         | G  | V  | N  | P  | GF | GS | Pt |
| --- | ------------------ | -- | -- | -- | -- | -- | -- | -- |
| 1.  | Widzew Łódź        | 30 | 14 | 11 | 5  | 45 | 31 | 39 |
| 2.  | Śląsk Wrocław      | 30 | 16 | 7  | 7  | 40 | 22 | 39 |
| 3.  | Stal Mielec        | 30 | 11 | 13 | 6  | 33 | 26 | 35 |
| 4.  | Legia Varsavia     | 30 | 11 | 13 | 6  | 39 | 29 | 35 |
| 5.  | Górnik Zabrze      | 30 | 13 | 7  | 10 | 35 | 27 | 33 |
| 6.  | Pogoń Szczecin     | 30 | 13 | 7  | 10 | 44 | 43 | 33 |
| 7.  | Gwardia Warszawa   | 30 | 12 | 8  | 10 | 36 | 34 | 32 |
| 8.  | Wisła Cracovia     | 30 | 9  | 11 | 10 | 41 | 32 | 29 |
| 9.  | Zagłębie Sosnowiec | 30 | 8  | 13 | 9  | 24 | 30 | 29 |
| 10. | Szombierki Bytom   | 30 | 10 | 8  | 12 | 38 | 30 | 28 |
| 11. | Lech Poznań        | 30 | 11 | 6  | 13 | 25 | 25 | 28 |
| 12. | ŁKS Łódź           | 30 | 12 | 4  | 14 | 30 | 39 | 28 |
| 13. | Bałtyk Gdynia      | 30 | 9  | 8  | 13 | 24 | 36 | 26 |
| 14. | Ruch Chorzów       | 30 | 9  | 7  | 14 | 29 | 35 | 25 |
| 15. | Arka Gdynia        | 30 | 7  | 8  | 15 | 16 | 37 | 22 |
| 16. | Motor Lublin       | 30 | 6  | 7  | 17 | 34 | 57 | 19 |

### Verdetti
- Widzew Łódź Campione di Polonia 1981-82.
- Widzew Łódź ammesso alla Coppa dei Campioni 1982-1983.
- Śląsk Wrocław e Stal Mielec ammesse alla Coppa UEFA 1982-1983.
- Arka Gdynia e Motor Lublin retrocesse in II liga polska.